# Ann Rutledge
Ann Mayes Rutledge (Henderson, Kentucky, Estados Unidos, 7 de enero de 1813 - New Salem, Illinois, Estados Unidos, 25 de agosto de 1835) fue el supuesto primer amor de Abraham Lincoln.

## Relación
Nacida cerca de Henderson, Kentucky, Ann Mayes Rutledge fue la tercera de los diez hijos de Mary y James Rutledge. En 1829, su padre, junto con John M. Cameron, fundó en Illinois la ciudad de Nueva Salem. Muchos de los hitos de su vida se desconocen, pero varios historiadores creen que fue el primer amor de Abraham Lincoln. La naturaleza exacta de la relación entre Lincoln y Rutledge ha sido intensamente debatida por historiadores y no historiadores durante más de un siglo. Es, en cualquier caso, comúnmente aceptado que al menos fueron amigos.
Según la historia, Rutledge habría estado comprometida con John MacNamar, un turbio personaje que habría marchado a Nueva York y prometido a Ann casarse con ella a su vuelta. Rutledge y Lincoln se conocieron después de esto, se habrían enamorado mientras MacNamar estaba fuera y Rutledge habría prometido a Lincoln casarse con él cuando MacNamar la dejase. Durante algún tiempo, Rutledge y MacNamar intercambiaron cartas que fueron tornándose más formales y menos intensas, hasta cesar por completo. MacNamar nunca volvió a Nueva Salem después de la muerte de Rutledge.
En 1835, una epidemia de tifus azotó la ciudad de Nueva Salem. Ann Rutledge murió joven, a la edad de 22 años, el 25 de agosto de aquel año. Este triste suceso provocó a Lincoln una tremenda depresión. El historiador John Y. Simon, revisando la historiografía sobre el particular, concluyó que las evidencias disponibles indican de manera abrumadora que Lincoln amó tanto a Ann que su muerte le sumió en una severa depresión. Un poema anónimo sobre suicidio publicado en un medio local exactamente tres años después de su muerte es ampliamente atribuido a Lincoln. Muchos años después, tras su primera elección presidencial, Isaac Cogdal, un viejo amigo de Lincoln, se atrevió a preguntar a Lincoln si era cierto que había estado enamorado de Ann. Es cierto; es, en efecto, cierto que lo estaba, respondió Lincoln. La amé de verdad y profundamente: era una bella chica que hubiera sido una buena y amante esposa... La amé honesta y verdaderamente y suelo pensar en ella todavía ahora.

## Enterramiento
Ann Mayes Rutledge fue enterrada en el Old Concord Burial Ground, pero el cuerpo fue exhumado y después enterrado en el Oakland Cemetery, en Petersburg, Illinois, cuando un empresario de pompas fúnebres se interesó financieramente en el cementerio en 1890. En aquel momento, la vieja lápida de piedra fue reemplazada por un monumento de granito que incluía un poema de Edgar Lee Masters que reza:

Brotadas de mí, sin mérito y desconocida,

las vibraciones de una música inmortal:

"Con maldad para ninguno, con caridad para todos".

Brotados de mí el perdón de millones a millones

y la faz benéfica de una nación

resplandeciente de justicia y verdad.

Quien duerme bajo estas malezas soy yo, Ann Rutledge,

amada en vida por Abraham Lincoln,

esposa suya pero no mediante unión

sino mediante separación.

¡Florece para siempre, oh República,

del polvo de mi seno!

## La declaración de Herndon
Después del asesinato de Lincoln, en 1865, su amigo y colega en la abogacía William Herndon reveló por primera vez la historia de su supuesto romance con Rutledge, para gran consternación y enfado de Mary Todd Lincoln. Ha de tenerse en cuenta de Herndon despreciaba a la señora Lincoln y que podría haber inventado o exagerado la historia del romance para importunarla. Al hijo superviviente del presidente, Robert Todd Lincoln, también le molestó la afirmación de Herndon. 
La mayor parte de las fuentes de Herndon para corroborar la historia procedía de entrevistas con viejos amigos de Lincoln en Nuevo Salem y con parientes de Ann. Herndon repitió con insistencia la historia en numerosas ocasiones, en libros y conferencias.
- Datos: Q4766661
- Multimedia: Ann Rutledge / Q4766661